# 完顏兗
完顏兗（12世纪1122年后—1153年），本名梧桐，金朝宗室、大臣。
金太祖之孙，完顏宗幹之子，母不详，完颜亮的异母弟弟。1147年担任左副点检、都点检。1149年，他担任会宁牧，左宣徽使。完颜亮即位为皇帝，命他出使南宋，回国为司徒兼都元帅、领三省事，为太尉。1150年，改元帅府为枢密院，为枢密使、领三省事、太尉。1153年，完顏兗去世，追封王爵。大定二十二年（1182年），追降特进。